# 中河友里
中河 友里（なかがわ ゆり、9月20日 - ）は、日本の漫画家。長崎県出身。女性。血液型A型。デビュー作は『恋するカボチャ』。

## 作品リスト
全て集英社、マーガレットコミックスから刊行されている。
- 群青プリン（2011年8月25日発売[2]、ISBN 978-4-08-846693-4）
  - 群青プリン（『ザ マーガレット』2011年8月号）
  - 純情プリン（『別冊マーガレットsister』2011年5月増刊号）
  - ふたりのはなし（『ザ マーガレット』2011年1月号）
  - 屋上バランス（『別冊マーガレット』2010年10月号）
- つまりは君が愛しいのです（2013年1月25日発売[3]、ISBN 978-4-08-846884-6）
  - つまりは君が愛しいのです（『別冊マーガレット』2013年1月号）
  - あわれな王子様 前後編（『別冊マーガレット』2012年7月号別冊ふろく『別マTWO』vol.2 - 8月号別冊ふろく『別マTWO』vol.3）
  - あの子と台風[4]（『別冊マーガレット』2011年10月号別冊ふろく『別マex「放課後」』）
  - 君からの手紙[5]（『別冊マーガレットsister』2012年4月増刊号）
- 凸凹なスキップ[注 1]（2013年7月25日発売[6]、『別冊マーガレット』2013年3月号別冊ふろく『別マTWO』vol.8 - 7月号別冊ふろく『別マTWO』vol.12、ISBN 978-4-08-845073-5）
- それでも君が[注 2]（2015年 - 2016年、全3巻）
  1. 2016年3月25日発売[7]、『別冊マーガレット』2015年7月号、『別冊マーガレットsister』2015年10月増刊号 秋フェス01[8] -  12月増刊号 秋フェス03[9][10]、ISBN 978-4-08-845542-6
  2. 2016年4月25日発売[11]、『別冊マーガレット』2016年1月号[12][13] - 3月号、ISBN 978-4-08-845557-0
    - 知りたいのは君のこと（『別冊マーガレット』2014年12月号別冊ふろく『moi!』vol.10）

  3. 2016年7月25日発売[14]、『別冊マーガレット』2016年4月号 - 6月号[15][16]、ISBN 978-4-08-845608-9
    - お隣りララバイ（『ザ マーガレット』2014年6月号）
- ビタープリンス[注 3]（2017年、全2巻）
  1. 2017年9月25日発売[17][18]、『別冊マーガレット』2017年6月号[19][20] - 9月号、ISBN 978-4-08-845825-0
    - ビタープリンス〜皐月庵人のごく普通な日常〜[21]（『別冊マーガレット』2017年8月号別冊ふろく『BETSUMA SPIN-OFF』）

  2. 2018年2月23日発売[22]、『別冊マーガレット』2017年10月号 - 12月号[23]、ISBN 978-4-08-845895-3
    - 夏色くじら[24][25]（『別冊マーガレット』2016年9月号別冊ふろく『スポーツする君が好き!』）
- そのキス間違ってます[注 4]（2019年 - 2020年、マーガレットコミックスDIGITAL、全8巻）
  1. 2020年3月25日発売[26]（『別冊マーガレット』2019年11月号[27]）
  2. 2020年3月25日発売[28]（『別冊マーガレット』2019年12月号）
  3. 2020年3月25日発売[29]（『別冊マーガレット』2020年1月号）
  4. 2020年3月25日発売[30]（『別冊マーガレット』2020年2月号）
  5. 2020年4月24日発売[31]（『別冊マーガレット』2020年3月号）
  6. 2020年5月25日発売[32]（『別冊マーガレット』2020年4月号）
  7. 2020年6月25日発売[33]（『別冊マーガレット』2020年5月号）
  8. 2020年7月22日発売[34]（『別冊マーガレット』2020年6月号[35]）
- 天使だったらよかった[注 5]（2021年 - 2022年、全3巻）
  1. 2022年1月25日発売[36][37]、『別冊マーガレット』2021年8月号[38] - 11月号、ISBN 978-4-08-844637-0
  2. 2022年3月25日発売[39]、『別冊マーガレット』2021年12月号 - 2022年3月号、ISBN 978-4-08-844638-7
  3. 2022年7月25日発売[40]、『別冊マーガレット』2022年4月号 - 7月号[41]、ISBN 978-4-08-844686-8
- 夜に聞かせて（『別冊マーガレット』2023年4月号[42] - 2024年4月号[43]、全3巻）
  1. 2023年7月25日発売[44]、ISBN 978-4-08-844788-9
  2. 2023年11月24日発売[45]、ISBN 978-4-08-844844-2
  3. 2024年4月24日発売[46]、ISBN 978-4-08-844880-0

### イラスト
- こんな溺愛、きいてない!（2020年12月25日発売[47]、スターツ出版、ケータイ小説文庫、著者：碧井こなつ、ISBN 978-4-8137-1021-9）

### 単行本未収録作品
- 恋するカボチャ（『デラックスマーガレット』2009年5月号、デビュー作）
- UnHappy★Girl（『ザ マーガレット』2009年9月号）
- 恋のはなし（『ザ マーガレット』2010年1月号）
- ジーザス☆ジーザス（『ザ マーガレット』2010年6月号）
- Love is...?（『ザ マーガレット』2010年8月号）
- ふたりのはなし（『ザ マーガレット』2011年1月号）
- まれに炭酸水[48]（『bianca』2号（2012年11月増刊号））
- ぷんぷんしないでっ!（『別冊マーガレットsister』2013年9月増刊号）
- だってそれは恋だもの（『ザ マーガレット』2014年8月号）
- 涙目ピアス[49]（『ザ マーガレット』2018年8月号）
- 恋を見ていた。（『別冊マーガレット』2019年2月号）
- グローバルボーイズグループINI「I」リリースイベントレポート!![50]（『別冊マーガレット』2022年7月号）
- 都合のいい彼氏[51]（『別冊マーガレット』2022年10月号）
- 追いつけない夏（『別冊マーガレット』2025年8月号[52]）

## 関連人物
- 美森青[53] - アシスタント経験先。